# Бранислав Цига Миленковић
Бранислав „Цига“ Миленковић (Ковачевац, Младеновац, 20. април 1931 — Београд, 21. август 2005) био је српски глумац.

## Биографија
Рођен је у селу Ковачевац, надомак Младеновца. Дипломирао је глуму на новосадској Академији. Био је стални члан Југословенског драмског позоришта где је одиграо низ улога.
Највећи број улога одиграо је на филму. Запажене улоге је остварио у филмовима "Скупљачи перја", "Пут око света" и филмској верзији "Сумњивог лица".
2001. године је написао књигу „Београд, људи и догађаји“ која говори о Београду од 1804. до данас.
Умро је у 74. години 21. августа 2005. у Београду од последица срчаног удара.

## Филмографија
| Год.       | Назив                                  | Улога                                                 |
| ---------- | -------------------------------------- | ----------------------------------------------------- |
| 1960.-те   |                                        |                                                       |
| 1964-1966. | Код судије за прекршаје                |                                                       |
| 1965.      | Инспектор                              | Службеник у милицији                                  |
| 1965.      | Суданија (ТВ филм)                     |                                                       |
| 1967.      | Љубав на плајваз (ТВ)                  |                                                       |
| 1967.      | Хонорарни краљ (кратки филм)           |                                                       |
| 1967.      | Златна праћка                          |                                                       |
| 1967.      | Скупљачи перја (серија)                |                                                       |
| 1967.      | Вилин коњиц и плехана фуруна (ТВ)      |                                                       |
| 1968.      | Самци (ТВ серија)                      |                                                       |
| 1968.      | Изгубљено писмо (ТВ)                   |                                                       |
| 1968.      | Наше приредбе (мини-серија)            |                                                       |
| 1968.      | Топчидерска река (ТВ)                  |                                                       |
| 1968.      | Бећарска ревија (ТВ)                   |                                                       |
| 1968.      | Вукадин (серија)                       |                                                       |
| 1968.      | Максим нашег доба (серија)             |                                                       |
| 1969.      | Заседа                                 | Човек који прича о Јотићу                             |
| 1969.      | Господин фока (ТВ)                     |                                                       |
| 1969.      | Самци 2 (серија)                       |                                                       |
| 1969.      | Кад будем мртав и бео                  | Виолиниста                                            |
| 1969.      | Рађање радног народа (серија)          | Шустер                                                |
| 1969.      | Музиканти (серија)                     | Продавац                                              |
| 1969.      | Заобилазни Арчибалд (серија)           |                                                       |
| 1970.-те   |                                        |                                                       |
| 1970.      | Ко да уједини све Цигане (кратак филм) |                                                       |
| 1970.      | Протекција (ТВ филм)                   | Практикант                                            |
| 1970.      | Рођаци (серија)                        | Аћим                                                  |
| 1970.      | Сирома сам ал’ сам бесан               |                                                       |
| 1970.      | Иду дани                               | Виолиниста                                            |
| 1970.      | Бубе у глави                           | Лекар                                                 |
| 1970.      | Леваци (серија)                        | Човек у пошти                                         |
| 1971.      | Дан дужи од године                     |                                                       |
| 1971.      | Без наслова (кратак филм)              |                                                       |
| 1971.      | Опклада                                | Човек који је пуцао                                   |
| 1971.      | Дипломци (серија)                      | Звркова муштерија                                     |
| 1972.      | Буба у уху (ТВ)                        | Бетштејн                                              |
| 1972.      | Грађани села Луга (серија)             |                                                       |
| 1972.      | Звезде су очи ратника                  | Марко                                                 |
| 1972.      | Трагови црне девојке                   |                                                       |
| 1973.      | Тај луди средњи век (ТВ)               |                                                       |
| 1973.      | Камионџије (серија)                    | Шиптар                                                |
| 1973.      | Наше приредбе (ТВ серија)              |                                                       |
| 1973.      | Бећарски дивани (ТВ)                   |                                                       |
| 1973.      | Мирко и Славко                         | Пијани сељак                                          |
| 1974.      | Мистер Долар                           | Диригент хора (као Бранко Миленковић)                 |
| 1974.      | Против Кинга                           | Лопов Јоца                                            |
| 1974.      | Димитрије Туцовић (ТВ серија)          |                                                       |
| 1975.      | Павле Павловић                         | Бранко Миленковић                                     |
| 1975.      | Ђавоље мердевине (серија)              |                                                       |
| 1975.      | Песма (ТВ серија)                      |                                                       |
| 1976.      | Метак у леђа (ТВ)                      | Виолиниста                                            |
| 1976.      | Грлом у јагоде (серија)                |                                                       |
| 1976.      | Повратак отписаних                     | Сељак                                                 |
| 1977.      | Под истрагом (ТВ)                      | Грк                                                   |
| 1977.      | Више од игре                           | Кум Гара                                              |
| 1978.      | Повратак отписаних (серија)            | Сељак                                                 |
| 1978.      | Чардак ни на небу ни на земљи (серија) |                                                       |
| 1979.      | Сумњиво лице (ТВ)                      | Газда Миладин                                         |
| 1980.-те   |                                        |                                                       |
| 1980.      | Врућ ветар                             | навијач са штапом/ незадовољни станар / гост у кафани |
| 1981.      | Краљевски воз                          | Картарош                                              |
| 1982.      | Идемо даље                             | Ромски виолиниста                                     |
| 1986.      | Смешне и друге приче                   | Фрања                                                 |
| 1986.      | Мајмун у трамвају (кратак филм)        |                                                       |
| 1986.      | Медвед 007 (ТВ)                        |                                                       |
| 1989.      | Како је пропао рокенрол                | Хармоникаш                                            |
| 1989.      | Специјална редакција (ТВ серија)       |                                                       |
| 1990.-те   |                                        |                                                       |
| 1990.      | Сумњиво лице (ТВ)                      | Газда Спаса                                           |
| 1995.      | Срећни људи 2 (серија)                 | Ром у ГСП-у                                           |
| 1997.      | Горе доле (серија)                     | Јова „Водоземац“                                      |
| 2000.-те   |                                        |                                                       |
| 2000-2001. | Породично благо (серија)               | Музикант                                              |

## Занимљивост
- Себе је називао „Краљ од домаће клековаче“.[1]

## Награде
- За улогу у филму „Опклада“ освојио је "Пулску Арену".